# 小平奈緒
小平奈緒（日语：／ Kodaira Nao */?、1986年5月26日—），生於長野縣茅野市，日本前女子速度滑冰運動員，身高164.7cm。畢業於信州大學教育系，目前隸屬於相澤醫院。2018年冬季奧林匹克運動會競速滑冰比賽女子500公尺項目金牌得主。已於2022年3月12日正式引退。

## 生平
自小師從於新谷純夫，曾在初中時期打破500m的日本中學紀錄。
在信州大學就讀期間，曾在一年級時獲得第25屆日本學生冰上競技大賽的500m及1000m冠軍，2年級獲得全日本速度滑冰距離賽1000m冠軍，4年級又獲得同一賽事的1500m冠軍。
2009年大學畢業後加入相澤病院為運動傷害預防治療中心的成員，但是這只是一個掛名，實際上她每天都是以練習速度滑冰為主。而所屬單位則為其作出醫療上的支援以達成參加2010年溫哥華冬季奧運會的比賽。
2009年11月7日舉行的速度滑冰世界杯柏林站獲得500m第三名及1000m第二名，是日本選手在該項賽事中最好的成績。
溫哥華冬季奧運會中獲得了500m第12名、1000m及1500m第5名。而在女子團體追逐賽中與穗積雅子及田畑真紀打破日本速度滑冰歷史，她們僅以0.02秒之差敗予德國隊，獲得銀牌。

## 轶事
- 小平奈緒本身喜愛學習中文，更能說出一口流利中文。2009年冬季世界大學生運動會獲得女子1000m銅牌後用中文發表了得獎感言，更令外界大吃一驚。[1]

## 外部連結
- 相澤病院小平奈緒專屬網站